# Portulaca fascicularis
Portulaca fascicularis är en portlakväxtart som beskrevs av Albert Peter, Gilbert och Phillips. Portulaca fascicularis ingår i släktet portlaker, och familjen portlakväxter. Inga underarter finns listade i Catalogue of Life.